# Winfried Muthesius
 (juillet 2021).
Pour l’article homonyme, voir Muthesius.
Winfried Muthesius (né le 28 août 1957 à Berlin) est un peintre allemand, photographe et créateur d’installations.

## Son activitéartistique

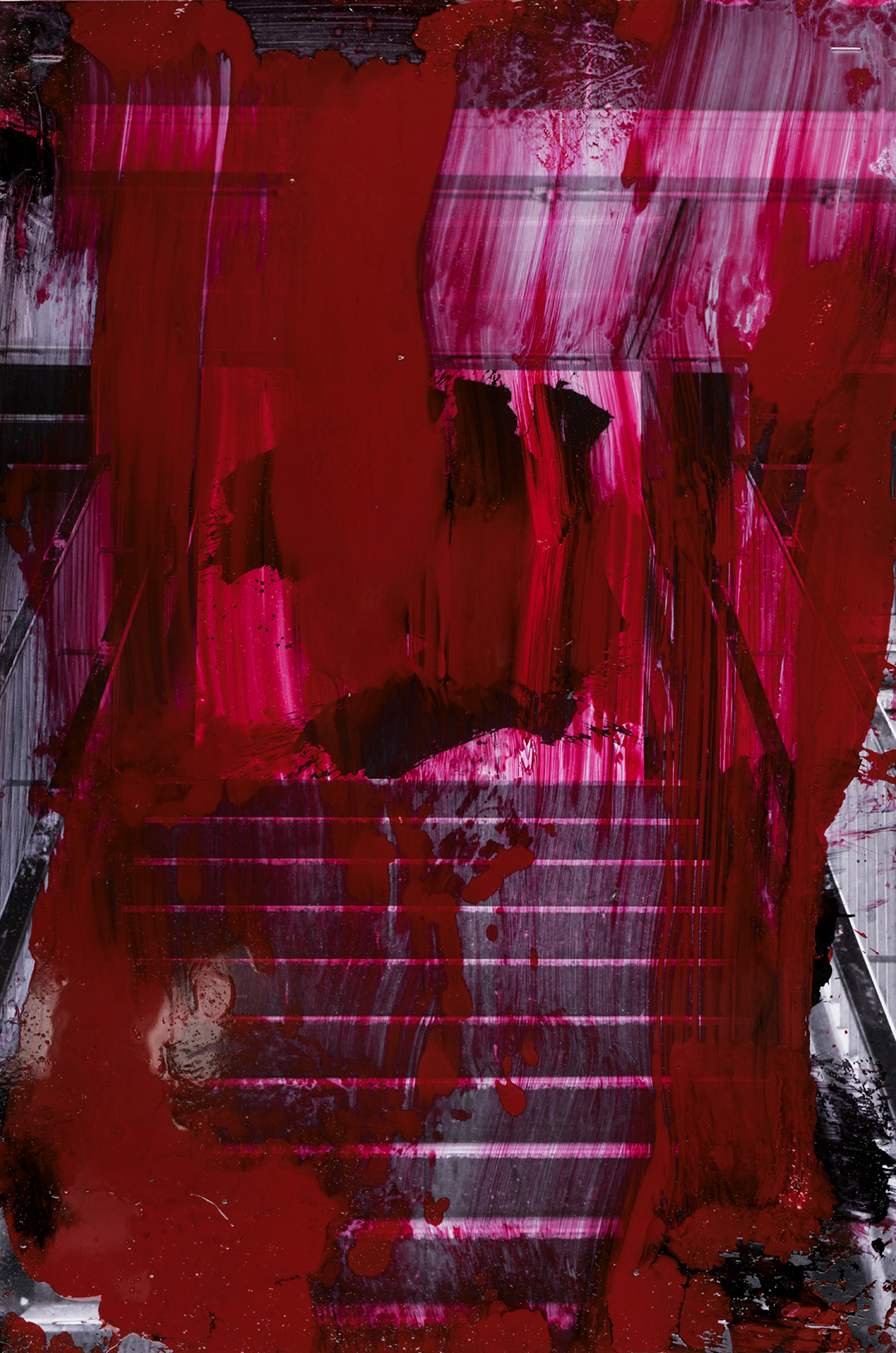
X série II, pittura oscura
Winfried Muthesius en 2016

De 1979 à 1984, Muthesius étudie à l’École supérieure des Beaux-Arts de Berlin (devenue aujourd’hui l’Université des Beaux-Arts). Il est l’élève de Hermann Wiesler (de).
À partir de 1982, il prend pour motif de ses œuvres la Porte de Brandebourg. En 1987, il obtient une bourse de travail de la Fondation Salzbourg (Künstlerhaus Salzburg). C’est de cette période que date une série de tableaux de Salzbourg. 
À partir de 2002 Muthesius se consacre aux tableaux monochromes or, les Golden Fields, comme par ex. tabula aurea de la Staatliche Antikensammlung und Glyptothek à Munich, ou bien Der Himmel unter Berlin (Le ciel sous Berlin).

## Sites d’exposition et d’installation (sélection)
- 1985 : Galerie Zellermayer, Berlin
- 1986 : Galerie Muda 2, Hambourg
- 1988 : Salzburger Kunstverein (de), Salzbourg
- 1989 : Live Kunst ZDF (avec F. Dornseif)
- 1990 : Galerie Nane Stern, Paris
- 1990 : Museum für Deutsche Geschichte (de), East Berlin (exposition groupée)
- 1990 : Kunststation St. Peter, Cologne
- 1990 : Amerika-Haus (Berlin) (de), Berlin
- 1991 : Kulturabteilung Bayer Leverkusen, Leverkusen
- 1991 : Galerie vier, Berlin
- 1991 : L'Institut Goethe, Paris
- 1992 : Römisch-Germanisches Museum, Cologne
- 1994 : Berliner Dom, Berlin
- 1995 : Église des Théatins, Munich
- 1995 : Galerie Heseler, Munich
- 1995 : L'Institut Goethe, Bonn
- 1996 : Cathédrale Sainte-Marie et Saint-Corbinien de Freising, Munich-Freising
- 1999 : Kunsthalle, Luckenwalde
- 2001 : Franz-Hitze-Haus, Munich
- 2002 : Museum am Dom, Trier
- 2003 : Glyptothèque, Munich
- 2003 : Galerie Michael Schultz, Berlin
- 2009 : St. Matthäus (de), Berlin
- 2014 : Museum am Dom, Würzburg
- 2016 : Galerie Springer, Berlin
- 2017: Glyptothèque, Munich
- 2018: Museum für Franken (de), Würzburg
- 2018: Musée numismatique d’Athènes

## Collections (sélection)
Huiles
- Les Portes de Brandebourg:
  - Ambassade d’Allemagne à Moscou
  - Berlin-Museum (de), Berlin
- Croix

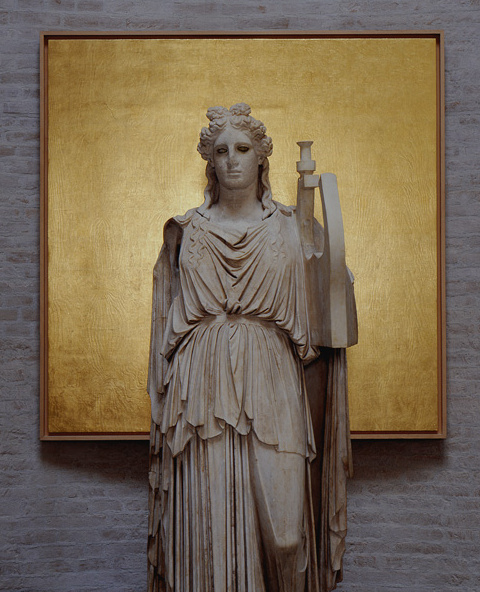
tabula aurea (tableau en arrière-plan)
Staatliche Antikensammlungen et Glyptothèque de Munich, élément d’exposition permanent depuis 2003
(Photo: Renate Kühling)

  - Musée de la cathédrale de Wurtzbourg

Golden Field / Broken Gold
- Glyptothèque, Munich
- retable, Saint Canisius (de), Berlin
- installation dans la chapelle Edith Stein, Münster
- VIP-Lounge de l’aéroport de Munich
- stations de métro à Berlin